# Jefferson Memorial

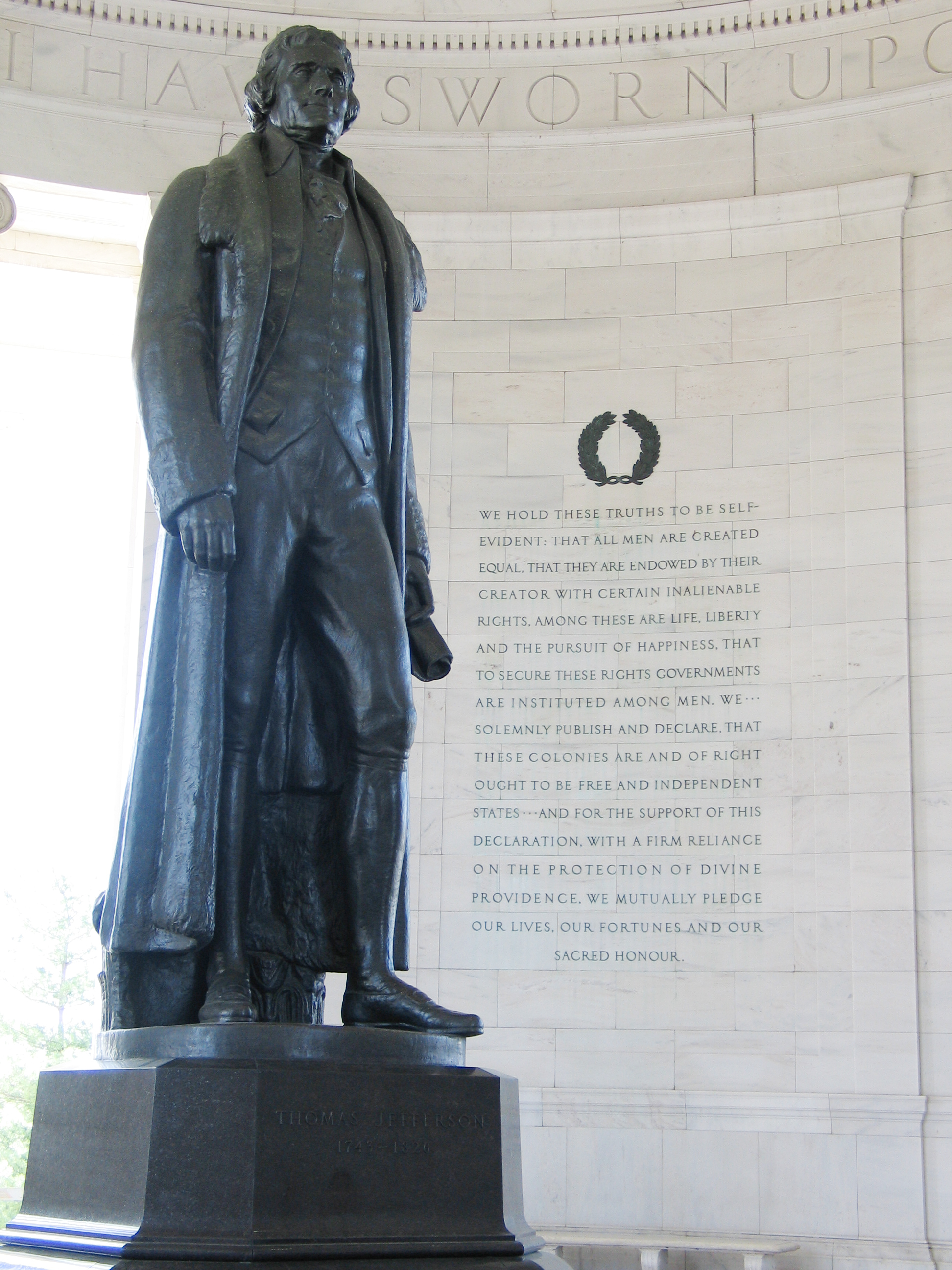
Het standbeeld van Thomas Jefferson in het Jefferson Memorial te Washington

Het Jefferson Memorial is een monument in het West Potomac Park in de omgeving van de National Mall in Washington D.C. ter ere van de derde president Thomas Jefferson.
Rond 1930 waren er in Washington al monumenten voor de oud-presidenten George Washington en Abraham Lincoln. President Franklin Roosevelt wilde daar graag een monument voor de derde president aan toevoegen. In 1934 werd door het Congres een wet aangenomen die de stichting van het monument mogelijk maakte.
Voor het ontwerp werd de architect John Russell Pope aangezocht. Hij ontwierp een koepelvormig gebouw met een zuilengalerij, dat enigszins doet denken aan het Pantheon in Rome. In het gebouw werd een standbeeld geplaatst, gemaakt door de beeldhouwer Rudulph Evans. Aan de muren en op de plafonds zijn teksten van Jefferson te lezen. Ook is de preambule tot de Onafhankelijkheidsverklaring te lezen.
Het monument, dat ligt aan de oever van het Tidal Basin, en dicht bij de rivier de Potomac, kostte ongeveer 3 miljoen dollar. Het werd officieel in gebruik genomen op 13 april 1943, de tweehonderdste geboortedag van Jefferson. De ontwerper was toen al overleden.